# Metanephrops mozambicus
Metanephrops mozambicus is een kreeftensoort uit de familie van de Nephropidae. De wetenschappelijke naam van de soort is voor het eerst geldig gepubliceerd in 1990 door Macpherson.